# Always (singel Bon Jovi)
Always – ballada rockowa zespołu Bon Jovi, wydana na singlu w 1994 roku za pośrednictwem wytwórni Mercury Records, promujący album Cross Road.
Singel sprzedał się w nakładzie 1,5 mln egzemplarzy na terenie Stanów Zjednoczonych, uzyskał status platynowej płyty. Jest najlepiej sprzedającym się singlem w historii grupy.
Pierwotnie utwór został napisany na potrzeby filmu Krwawy Romeo (1993), jednak po ukazaniu się niepochlebnych recenzji filmu zespół zdecydował się wycofać swoją ofertę. Premiera utworu miała miejsce na albumie Cross Road (1994).
W teledysku do utworu wzięli udział tacy aktorzy jak Keri Russell, Jack Noseworthy, Carla Gugino i Jason Wiles.

## Spis utworów
Sporządzono na podstawie materiału źródłowego.
1. „Always” (Edit) – 4:52
2. „Always” – 5:53
3. „Edge of a Broken Heart” – 4:33
4. „Prayer 94" – 5:20

## Pozycje na listach przebojów
| Lista (2000)           | Pozycja |
| ---------------------- | ------- |
| Billboard Hot 100      | 4       |
| Mainstream Rock Tracks | 2       |
| Nowa Zelandia          | 4       |
| Norwegia               | 2       |
| Francja                | 2       |
| Belgia                 | 1       |
| Belgia                 | 22      |
| UK Top 40              | 2       |
| German Top 100         | 4       |
| ARIA Singles Chart     | 2       |
| Swiss Music Charts     | 1       |
| Austria                | 3       |
| Holandia               | 2       |
| Sverigetopplistan      | 2       |